# Tigny-Noyelle
Tigny-Noyelle ist eine französische Gemeinde mit 168 Einwohnern (Stand: 1. Januar 2022) im Département Pas-de-Calais in der Region Hauts-de-France. Tigny-Noyelle ist Teil des Arrondissements Montreuil und des Kantons Berck. 

## Geografie
Tigny-Noyelle liegt in der Landschaft Marquenterre nahe der Opalküste am Authie. Umgeben wird Tigny-Noyelle von den Nachbargemeinden Conchil-le-Temple im Norden und Nordwesten, Lépine im Nordosten, Nempont-Saint-Firmin im Osten, Nampont im Süden und Südosten, Villers-sur-Authie im Südwesten sowie Colline-Beaumont im Westen und Südwesten.
Die Autoroute A16 führt am Westrand der Gemeinde entlang.

## Bevölkerungsentwicklung
| Jahr                      | 1962 | 1968 | 1975 | 1982 | 1990 | 1999 | 2006 | 2013 |
| ------------------------- | ---- | ---- | ---- | ---- | ---- | ---- | ---- | ---- |
| Einwohner                 | 205  | 190  | 165  | 185  | 198  | 196  | 166  | 169  |
| Quelle: Cassini und INSEE |      |      |      |      |      |      |      |      |

## Sehenswürdigkeiten

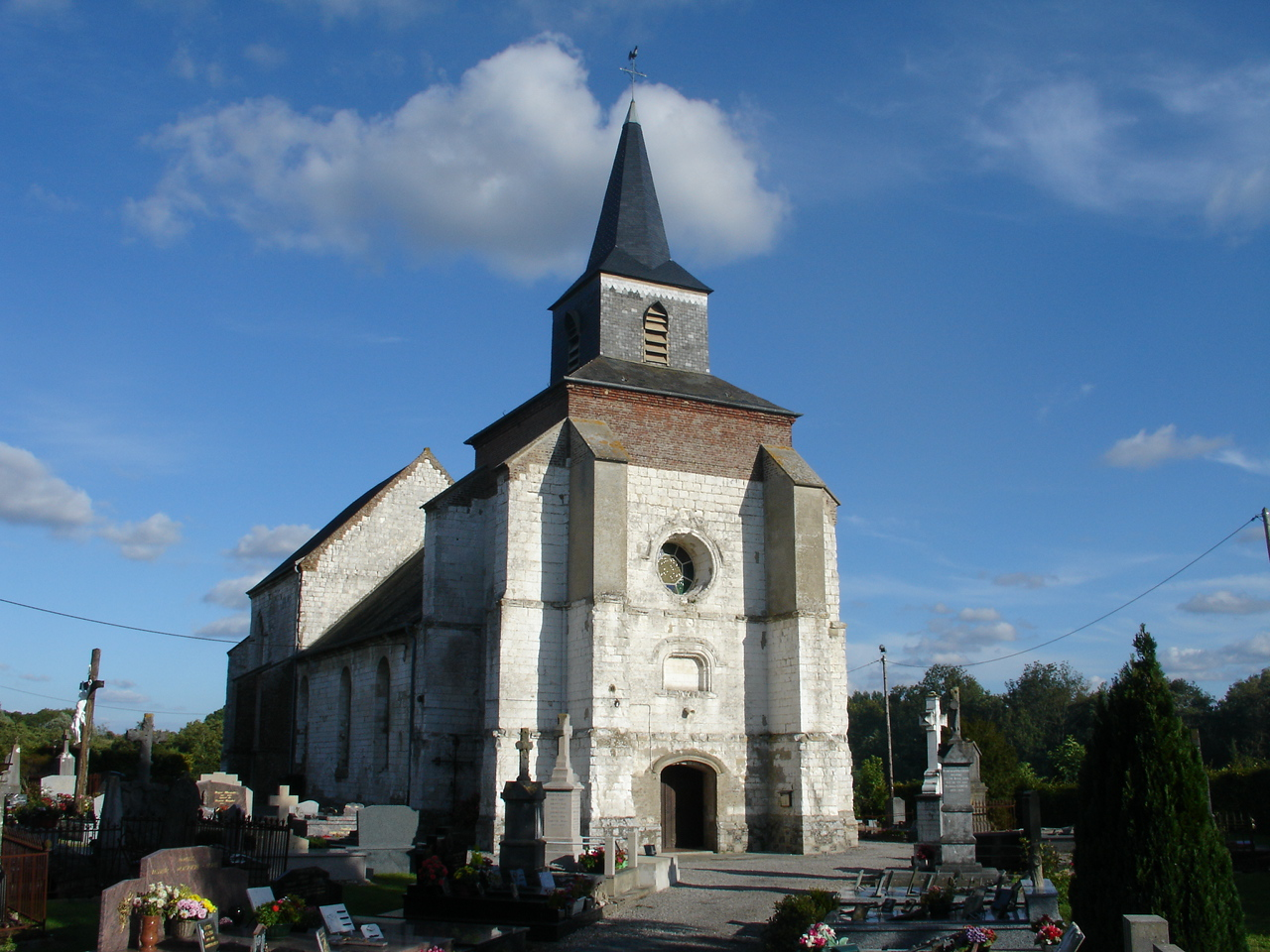
Kirche La-Nativité-de-Notre-Dame

- Kirche La-Nativité-de-Notre-Dame (auch: Kirche Saint-Valéry) aus dem 16. Jahrhundert
- Mühle Noyelle
- Arboretum

## Persönlichkeiten
- Jean-Marie Tétart (* 1949), französischer Politiker